# 娘家
娘家指夫妻關係中妻的原生家庭。中文裡從妻的角度看，稱為妻家，粵語、闽南語、閩東語稱為外家。
在父系社會，結婚後妻子往往要疏遠娘家，融入婆家（夫之原生家庭）。（招贅則是另一種情況）。夫妻與娘家的關係十分多變。有的情況是妻從此與娘家毫無關係，也有情況是妻仍然與娘家保持密切人際與經濟的關係，像是妻子寄錢回娘家或是在爭執中娘家替妻出面等等。傳統上在農曆的年初二，妻子會「回娘家」。在一些地方，坐月子是由娘家負責照顧產婦。
在母系社會，男女結婚，男方會居於妻家，或與妻家關係密切而可能跟自己的原生家庭疏遠。

## 丈夫與妻家的關係
丈夫會於逢年過節與妻子一起看望岳父母，如妻子為獨生女，婚後又當家庭主婦，身為女婿的丈夫可能要供養岳父母。